# Sessea colombiana
Sessea colombiana är en potatisväxtart som beskrevs av Francey. Sessea colombiana ingår i släktet Sessea och familjen potatisväxter. Inga underarter finns listade i Catalogue of Life.